# Diospyros peekelii
Diospyros peekelii är en tvåhjärtbladig växtart som beskrevs av Carl Karl Adolf Georg Lauterbach. Diospyros peekelii ingår i släktet Diospyros och familjen Ebenaceae. Inga underarter finns listade i Catalogue of Life.